# شاه أجاق (غرمخان)
شاه أجاق (بالفارسية: شاه اجاق) هي قرية تقع في إيران في قسم غرمخان الريفي. يقدر عدد سكانها بـ 429 نسمة بحسب إحصاء 2016.